# Fantasmagorie
Fantasmagorie es un cortometraje mudo francés de animación producido por Émile Cohl en 1908. Está considerada una obra pionera del cine de animación.
La película fue estrenada el 17 de agosto de 1908, dieciséis años después de que Émile Reynaud presentarse su novedoso «teatro óptico». Partiendo de la idea del cortometraje estadounidense Humorous Phases of Funny Faces (1906), hecha con tiza, Cohl logró dotar de movimiento autónomo a los personajes que había dibujado con tinta.
Fantasmagorie tuvo que ser dibujada fotograma por fotograma. Cada una de las 700 imágenes fue creada de cero con un personaje y un fondo, pues en aquella época no se había descubierto la técnica de la hoja de celuloide. Durante el proceso se utilizó tinta china sobre un folio en blanco, más un contratipo del negativo original que invertía los colores. La película debía proyectarse a 16 fotogramas por segundo, así que Cohl hizo ocho dibujos por segundo y fotografió cada imagen dos veces.
Con una duración total de un minuto y cuarenta segundos, la bobina final contenía 36 metros de película y fue distribuida por Gaumont. A raíz de su buena acogida, Cohl crearía nuevas animaciones como Le cauchemar de Fantoche (1908) y Le peintre néo-impressionniste (1910).